# Ricky Tamaca (album)
Richy Tamaca è il secondo album dell'omonimo cantautore italiano pubblicato nel 1981.

## Descrizione
È il secondo album del cantautore Ricky Tamaca, il quale è stato pubblicato nel 1981 con la casa discografica Global Records and Tapes. L'album contiene dieci canzoni, di cui una di successo intitolata Sera di primavera.

## Tracce
1. Mercato – 5:35 (S.Fossati, P.Pirazzoli, R.Tammaccaro)
2. Sera di primavera – 3:48 (P.Pirazzoli, S.Fossati, R.Tammaccaro, M.Perucci)
3. Con l'amore ti bruci – 2:57 (P.Pirazzoli, E.Ghinazzi, R.Tammaccaro)
4. Canto por jucar – 3:28 (S.Fossati, R.Tammaccaro, G.Leandro, P.Steffan, P.Pirazzoli, Gatto)
5. Eccomi qui – 3:04 (P.Pirazzoli, R.Tammaccaro)
6. Vola – 4:32 (S.Fossati, P.Steffan, P.Pirazzoli, R.Tammaccaro)
7. Tunisia – 4:32 (S.Fossati, P.Pirazzoli, R.Tammaccaro)
8. Canterò di me – 3:52 (C.Zavaglia, R.Tammaccaro)
9. Cambierò radicalmente – 3:21 (R.Tammaccaro)
10. Il naittaro – 3:50 (R.Tammaccaro)